# NGC 4110
NGC 4110 (również PGC 38441 lub UGC 7102) – galaktyka spiralna z poprzeczką (SBb), znajdująca się w gwiazdozbiorze Warkocza Bereniki. Odkrył ją William Parsons 1 kwietnia 1848 roku. Jest to galaktyka z aktywnym jądrem typu LINER.